# Senđuđ
Senđuđ (mađ. Homokszentgyörgy) je selo u južnoj Mađarskoj.
Zauzima površinu od 49,64 km četvorna.

## Zemljopisni položaj
Nalazi se na 46° 7' sjeverne zemljopisne širine i 17° 35' istočne zemljopisne dužine.
Grgetka je 8 km sjeverozapadno, Rinyabesenyő je 5 km sjevernije sjeverozapadno, Kekič je 5,5 km sjeverno, Lad je 4 km sjeveroistočno, Patosfa je 5 km istočno, Kamača je 4,5 km jugoistočno, Suljok je 4,5 km južno-jugozapadno. Istočno od Senđuđa se nalazi nekoliko ribnjaka.

## Upravna organizacija
Upravno pripada Barčanskoj mikroregiji u Šomođskoj županiji. Poštanski broj je 7537.
U selu djeluje jedinica romske manjinske samouprave.

## Kulturne znamenitosti
- dvorac obitelji Széchenyi
- kalvinistička crkva

## Promet
8,5 km zapadno od Senđuđa prolazi državna cestovna prometnica br. 68.

## Stanovništvo
Senđuđ ima 1245 stanovnika (2001.). Mađari su većina. Romi čine 1,6%, Hrvati čine 0,6%, Nijemci čine 0,3% i ostali. Rimokatolika je 75,7%, kalvinista je 8,6%, luterana je 0,4% te ostalih. 

## Vanjske poveznice
- (mađ.) Homokszentgyörgy a Vendégvárón[neaktivna poveznica]
- Senđuđ na fallingrain.com